# Роберт (Бургундия)
Роберт Бургундски (на немски: Robert de Bourgogne, Robert d'Artois; * 1300, † 1315) е от 1302 до 1315 г. пфалцграф на Бургундия (Франш Конте) от Дом Шалон, страничен клон на династията Бургундия-Иврея.

## Живот
Той е единственият син на пфалцграф Ото IV от Бургундия (1238 – 1303) и втората му съпруга графиня Матилда д`Артоа (1270 – 1329). Неговите сестри са Жана II, омъжена птрез 1307 г. за френския крал Филип V, и Бланка, омъжена 1308 г. (разведена 1322), за френския крал Шарл IV.
След смъртта на баща му през 1303 г. той става пфалцграф на Бургундия под опекунството на майка му, от която трябва да наследи и Графство Артоа.
Роберт е сгоден след 8 май 1304 г. за Елеанор от Англия, дъщеря на крал Едуард I.
Роберт умира през 1315 г. Погребан е в Париж. В пфалцграфството го последва най-голямата му сестра Жана II, която през 1329 г. наследява от майка им и Артоа.